# 常規武器
常規武器（英語：Conventional weapon）一詞通常是指其破壞能力來自動能、燃燒或爆炸性能量的武器，不包括大規模毀滅性武器（例如核武器、生物武器、放射性武器和化學武器）。在犯罪、衝突或戰爭中使用的任何武器均被歸類為常規武器，包括小型武器、防禦性盾牌和輕武器、水雷和地雷，以及（非大規模毀滅性武器的）炸彈、砲彈、火箭、導彈和集束炸彈。這些武器使用基於化學能的爆炸性材料，而不是核武器中的核能。
戰時對所有類型的常規武器的使用受《日內瓦公約》管轄。某些類型的常規武器也受到聯合國《特定常規武器公約》的管制或禁止。其餘還受《集束彈藥公約》、《渥太華條約》又稱《禁止地雷條約》和《武器貿易條約》等其他條約的禁止。